# Karoline Luise von Baden

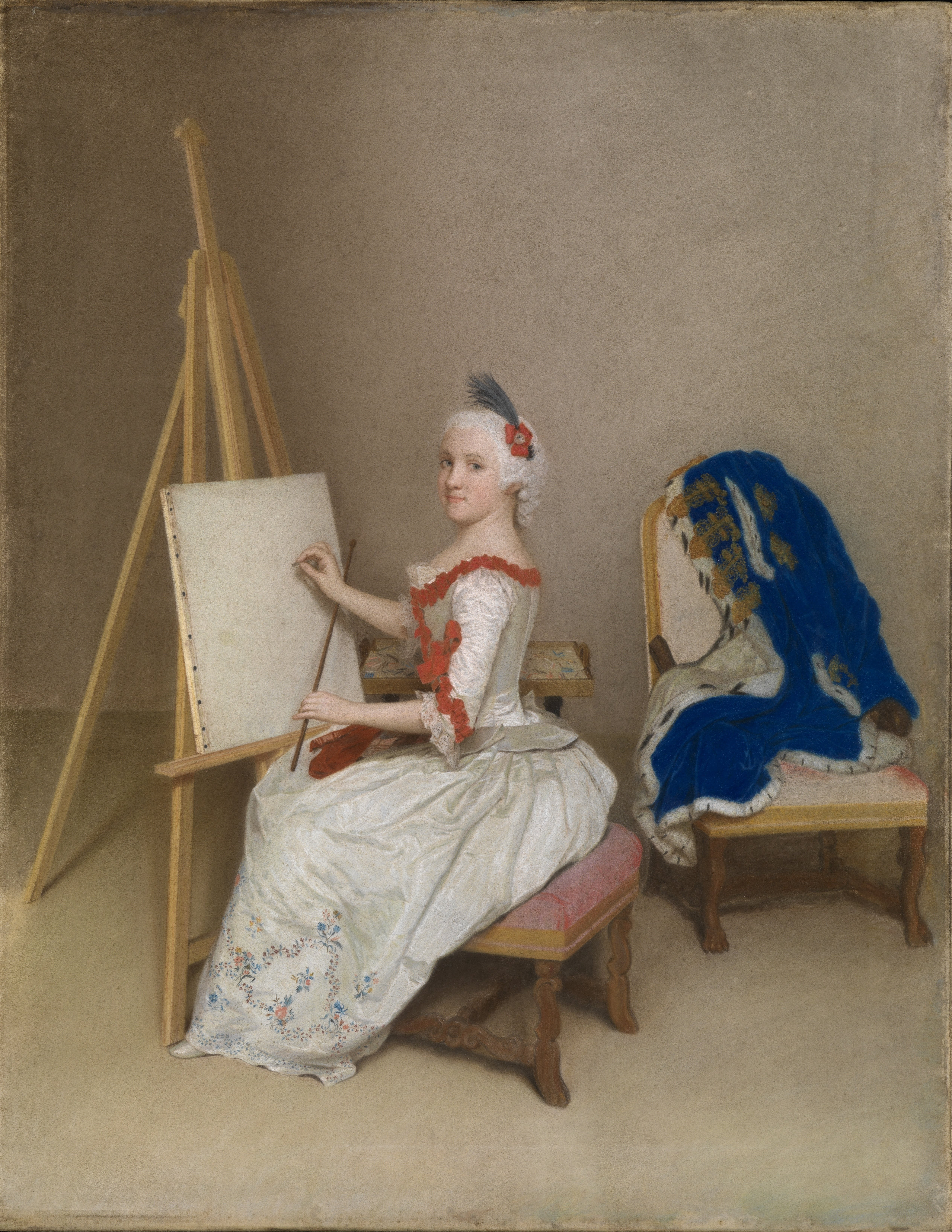
Karoline Luise als pupil, door Jean-Étienne Liotard

Karoline Luise von Baden, Landgräfin von Hessen-Darmstadt, en later Marktgräfin von Baden Durlach (Darmstadt, 11 juli 1723 — Parijs, 8 april 1783) was een Duits kunstschilder en groot promotor van de kunsten. Haar kunstkabinet van honderdenzestig voornamelijk Nederlandse schilderijen vormt de kern van de collectie van de Staatliche Kunsthalle Karlsruhe.
Als dochter van Lodewijk VIII van Hessen-Darmstadt en Charlotte van Hanau-Lichtenberg, kreeg zij een opleiding in de kunsten. Na de dood van haar moeder namen zij en haar zuster instructie bij theoloog Johann Peter Job tot 1740. Zij volgde tekenles bij Jean-Étienne Liotard, die ze ontmoette in 1745. Door hem heeft zij de rest van haar leven getekend en geschilderd naar oude meesters in haar eigen collectie en de kunstkabinetten van haar omvangrijke familie. Haar tekeningen en schilderijen bevinden zich nog in diverse privécollecties door verervingen.
Haar smaak viel op Nederlandse genrestukken op klein formaat, wellicht doordat zij in het begin werken moesten lenen om die te kunnen kopiëren, alvorens ze zelf stukken kon aankopen. Na de dood van haar grootvader van moederszijde, in 1736, erfde zij zelf de middelen voor de aankoop van boeken, gravures en schilderijen.
In 1751 trouwde zij in Darmstadt met Karel Frederik van Baden, die een groot project begon om een residentie te bouwen in Karlsruhe. 

Uit dit huwelijk werden vijf kinderen geboren, van wie er drie de volwassen leeftijd bereikten:
- Karel Lodewijk (1755-1801), vader van groothertog Karel
- Frederik (1756-1817), gehuwd met Louise van Nassau-Usingen, dochter van Frederik August van Nassau-Usingen
- Lodewijk I (1763-1830), groothertog van Baden

Karoline Luise richt daar haar eigen kunstkabinet in. Veel van haar aankopen deed ze tijdens de Zevenjarige Oorlog (1756-1763), toen de prijzen op de kunstmarkt zeer gunstig waren. In Parijs, toen de Comte de Vence-collectie wordt verkocht, heeft Von Baden drie agenten ingeschakeld om werken voor haar op te kopen: Jean-Henri Eberts, Georg Wilhelm Fleischmann en Johann Georg Wille. Zeventien Comte de Vence-schilderijen zijn derhalve nu nog te zien in Karlsruhe.
Op latere leeftijd reisde Karoline Luise von Baden zelf naar kunstkabinetten in vorstenhuizen. Tijdens een van deze reizen stierf ze, in Parijs.

## Werken
| Kopie van Von Baden | Gekopieerd van | Titel                                               | Datering | Locatie                          |
| ------------------- | -------------- | --------------------------------------------------- | -------- | -------------------------------- |
|                     |                | Artsbezoek, naar Frans van Mieris (1667)            | 1757     | Baden-Baden                      |
|                     |                | Venus en Amor, naar Adriaen van der Werff (1684)    | 1757     | Baden-Baden                      |
|                     |                | Flauwgevallen vrouw, naar Eglon van der Neer (1680) | 1760s    | Baden-Baden                      |
|                     |                | Pastorale scène, naar Caspar Netscher (1681)        | 1760s    | Baden-Baden                      |
|                     |                | De dood van Kleopatra, naar Caspar Netscher (1673)  | 1763     | Koninklijke Deense Kunstacademie |

Het omvangrijke archief en de correspondentie van Von Baden zijn tegenwoordig beschikbaar via een website van de stad Karlsruhe.